# For You (Gianni Celeste)
For You è il trentunesimo album del cantante italiano Gianni Celeste, cantato in lingua napoletana, pubblicato nel 2000.

## Tracce
1. Strada 'nfosa
2. Io ti amo
3. Due amici innamorati
4. Storia d'amore
5. Ti ammazzerei
6. 'Ncoppe a luna
7. Donna dei miei sogni
8. E adesso batte il cuore
9. Nun ci 'avevama 'nnammura'
10. Biancaneve senza principe